# Dudley Senanayake

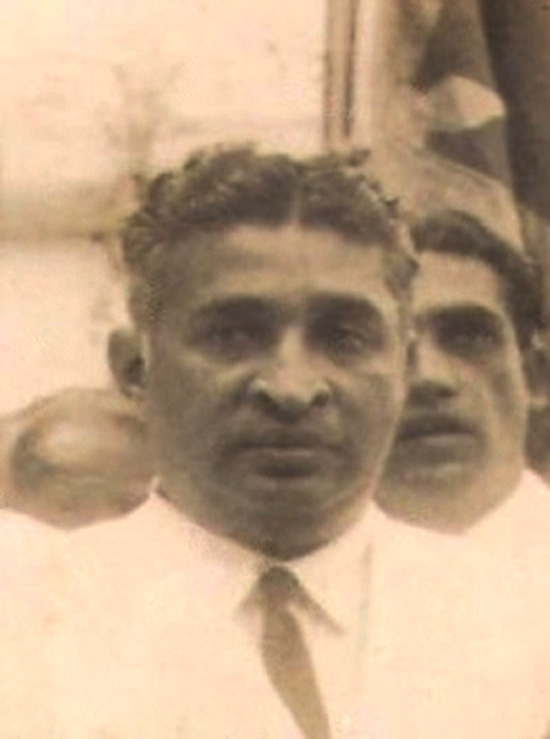
Dudley Senanayake (1950-talet)

Dudley Shelton Senanayake, född 1911, död 1973, var en lankesisk politiker. Han var Sri Lankas premiärminister i tre perioder:
- 26 mars 1952 till 12 oktober 1953
- 21 mars 1960 till 21 juli 1960
- 25 mars 1965 till 29 maj 1970